# Joseph Nguyễn Năng
Joseph Nguyễn Năng (Phúc Nhạc, 24 novembre 1953) è un arcivescovo cattolico vietnamita.

## Biografia
È nato nel 1953 nella provincia di Ninh Binh, ma dovette presto emigrare con la sua famiglia nel sud del Vietnam, a causa della guerra scoppiata nel paese.
Dal 1962 al 1970 ha studiato nel seminario minore di Saigon e successivamente al Pontificio Collegio San Pio X di Dalat.
Il 9 giugno 1990 è stato ordinato sacerdote ed incardinato nella diocesi di Xuân Lôc.
Dal 1998 al 2002 ha frequentato la Pontificia Università Urbaniana di Roma, ottenendo la laurea in teologia dogmatica.
Dal 2002 al 2009 è stato rettore del seminario maggiore di Xuân Lôc.

### Ministero episcopale
Il 25 luglio 2009 papa Benedetto XVI lo ha nominato vescovo di Phát Diêm e l'8 settembre dello stesso anno ha ricevuto la consacrazione episcopale.
Il 19 ottobre 2019 papa Francesco lo ha promosso arcivescovo metropolita di Hô Chí Minh.

## Genealogia episcopale e successione apostolica
La genealogia episcopale è:
- Cardinale Scipione Rebiba
- Cardinale Giulio Antonio Santori
- Cardinale Girolamo Bernerio, O.P.
- Arcivescovo Galeazzo Sanvitale
- Cardinale Ludovico Ludovisi
- Cardinale Luigi Caetani
- Cardinale Ulderico Carpegna
- Cardinale Paluzzo Paluzzi Altieri degli Albertoni
- Papa Benedetto XIII
- Papa Benedetto XIV
- Papa Clemente XIII
- Cardinale Bernardino Giraud
- Cardinale Alessandro Mattei
- Cardinale Pietro Francesco Galleffi
- Cardinale Giacomo Filippo Fransoni
- Cardinale Carlo Sacconi
- Cardinale Edward Henry Howard
- Cardinale Mariano Rampolla del Tindaro
- Cardinale Rafael Merry del Val
- Arcivescovo Duarte Leopoldo e Silva
- Arcivescovo Paulo de Tarso Campos
- Cardinale Agnelo Rossi
- Vescovo Dominique Nguyễn Văn Lãng
- Vescovo Paul Marie Nguyễn Minh Nhật
- Vescovo Dominique Nguyễn Chu Trinh
- Arcivescovo Joseph Nguyễn Năng

La successione apostolica è:
- Vescovo Joseph Bùi Công Trác (2023)
- Vescovo Pierre Kiều Công Tùng (2023)